# Rue Victor-Duruy
La rue Victor-Duruy est une voie du 15e arrondissement de Paris, en France.

## Situation et accès

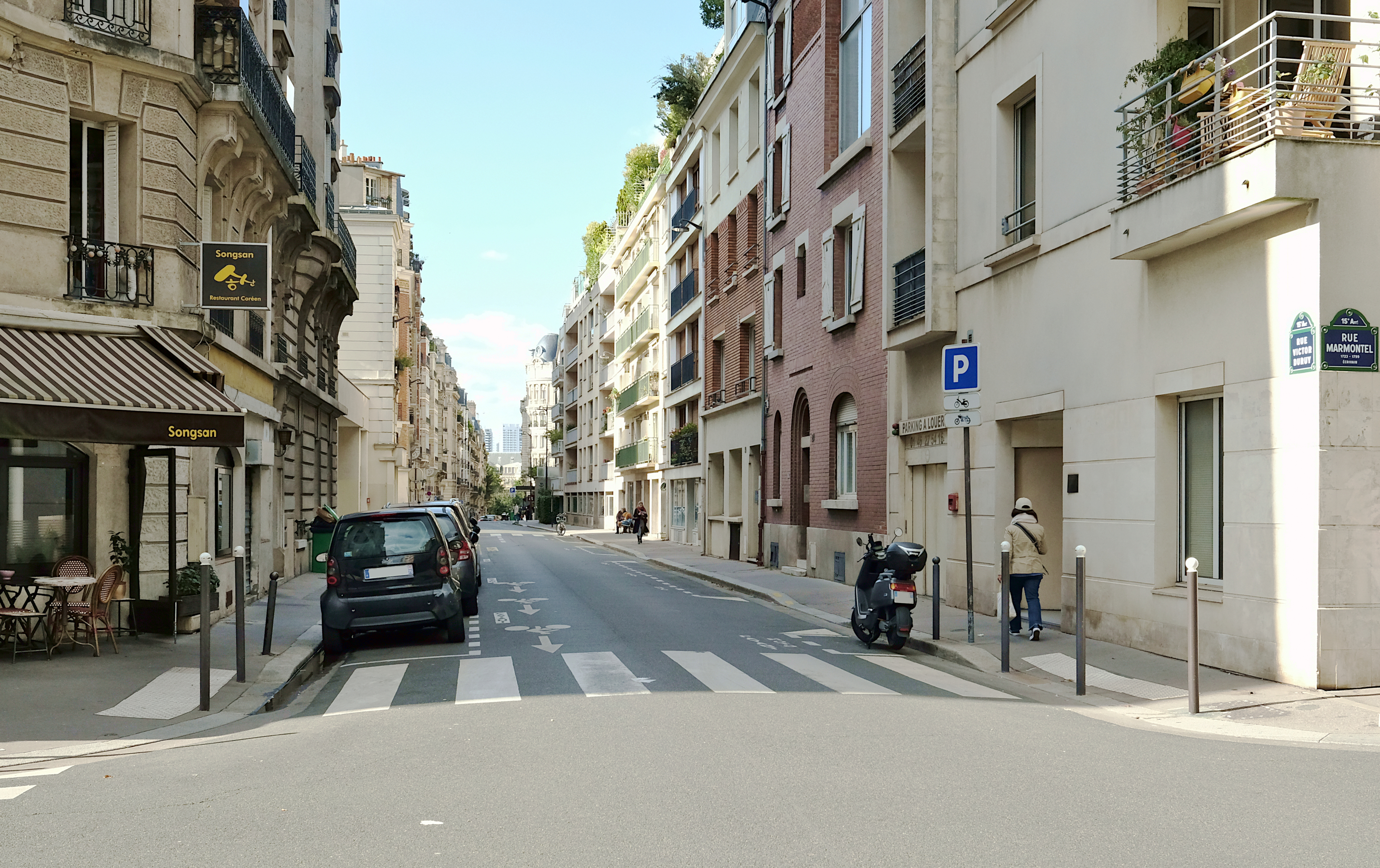
La rue Victor-Duruy vue de la rue Marmontel.

La rue Victor-Duruy est une voie publique située dans le 15e arrondissement de Paris. Elle débute au 329, rue de Vaugirard et se termine au 215, rue de la Convention.

## Origine du nom
Elle porte le nom de l'historien et homme politique français Victor Duruy (1811-1894).

## Historique
Cette voie fut dénommée « petite rue des Tournelles » puis « rue Marmontel » avant 1897. Ancienne portion de la rue Olivier-de-Serres, elle est prolongée en 1902 et prend le nom de rue Victor-Duruy.

## Bâtiments remarquables et lieux de mémoire
La rue est percée sur les dépendances de l’hôpital des Enfants-Trouvés, appelé hôpital de Vaugirard où hospice de Santé. Cet établissement soignait, de 1780 à 1793, les enfants vénériens. 
- Au 21, hôtel particulier du peintre Raoul Dastrac (1874-1947)[3].